# Loxaspilates tenuipicta
Loxaspilates tenuipicta là một loài bướm đêm trong họ Geometridae.